# Porer
Porer je asi 80 m dlouhý ostrůvek v Jaderském moři ležící jižně od poloostrova Istrie, asi 2,5 km od jejího pobřeží. Ostrůvek je územní součástí Chorvatska. Je nejjižnějším bodem Istrijské župy a patří k opčině Medulin.
Na ostrůvku je kamenný maják postavený v roce 1833, vysoký 34 m. Jeho přízemí lze pronajmout.

## Signalizace
Hlavní světlo majáku je viditelné do vzdálenosti 25 námořních mil směrem do moře. V případě mlhy maják vydává zvukový signál každých 42s. Na majáku je také druhé záložní světlo, které nahrazuje maják na mělčině Albanež, která leží přibližně 2 km od Poreru. Viditelnost záložního světla je 7-11 námořních mil.

## Upozornění
Kvůli silným mořským proudům, které při silném větru dosahují rychlosti až tří uzlů, se nedoporučuje v okolí plavat.